# Григорьев, Герман Германович
Герман Германович Григорьев (13 ноября 1939, Свердловск — 26 октября 2015, Киев) — советский хоккеист, нападающий. Мастер спорта СССР. Хоккейный судья международной категории.

## Биография
Воспитанник свердловского хоккея. Начинал играть в местном «Спартаке». Также в чемпионате СССР играл за ленинградский ЛИИЖТ (1960/61), «Локомотив» Москва (1961/64), «Динамо» Киев (1964/68, 1969/70). Выступал во второй группе класса «А» за «Химик» Днепродзержинск (1968/69) и за команду КФК «Красный экскаватор».
В 1970—1980 — хоккейный судья. Вошёл в десятку лучших арбитров сезона 1980/1981.
В 1969 году окончил Киевский автомобильно-дорожный институт по специальности инженер-механик. Работал на кафедре, которая в разное время называлась «Автомобили», «Автомобили и тракторы», «Автомобили и двигатели». Был старшим научным сотрудником, затем заведующим учебной и научно-исследовательской лабораторией кафедры. Разработчик нового экспериментального оборудования лаборатории кафедры, энтузиаст в использовании новых методов исследований в автомобильной отрасли.
Скончался 27 октября 2015 года в Киеве. Похоронен на Байковом кладбище.

## Достижения
- Чемпион зимней Универсиады: 1966
- Серебряный призёр зимней Универсиады: 1962
- Обладатель «Кубка Бухареста» — 1961[2]